# Ca Vives
Ca Vives és un edifici del municipi de Valls (Alt Camp) protegit com a Bé Cultural d'Interès Local.

## Descripció
Consta de planta baixa i tres plantes. Als baixos hi ha dos portals i una finestra. Un dels portals disposa d'una àmplia porta amb dues fulles de fusta i un arc rebaixat tipus cabiró de fusta que al centre porta la inscripció de "1775", data de la construcció d'aquesta part de la casa. Al primer i segon pis hi ha quatre balcons individuals, si bé els dos centrals de la primera planta determinen una balcona continua.
A la tercera planta hi ha quatre finestres obertes i semicirculars.
La façana està emmarcada per una cornisa en tota la seva amplada.

## Història
En aquest carrer ja hi existien una vuitantena de cases l'any 1378, xifra que mantingué encara durant el segle xvi, cosa que convertí el carrer en la zona de més densitat de població de la vila medieval. Estava dotada de botigues, trulls, cellers i obradors, generalment.
Al carrer de la Vilafranca- avui carrer de Sant Antoni-, cap a finals del segle xiii, hi existí un hospital per a tenir cura de malalts indigents i gent desvalguda. El va fundar un vallenc anomenat Donadéu, i per aquesta raó aquella institució humanitària i sanitària mantenia de les almoines, de les donacions i de les deixes testamentàries dels vallencs, a més a més de l'ajut, mitjançant censals, que li proporcionava la Universitat.